# Boyd (Wisconsin)
Boyd é uma vila localizada no estado norte-americano de Wisconsin, no Condado de Chippewa.

## Demografia
Segundo o censo norte-americano de 2000, a sua população era de 680 habitantes. 
Em 2006, foi estimada uma população de 614, um decréscimo de 66 (-9.7%).

## Geografia
De acordo com o United States Census Bureau tem uma área de 
4,8 km², dos quais 4,8 km² cobertos por terra e 0,0 km² cobertos por água. Boyd localiza-se a aproximadamente 329 m acima do nível do mar.

## Localidades na vizinhança
O diagrama seguinte representa as localidades num raio de 28 km ao redor de Boyd. 